# Jeanne-Irène Biya
Pour les articles homonymes, voir Biya.
Jeanne-Irène Biya, née Atcham Ndoumin en 1935 à Monengombo et morte le 29 juillet 1992 à Yaoundé, est la première épouse du président de la république du Cameroun, Paul Biya. Elle est Première dame du Cameroun depuis l'accession de son mari au pouvoir en 1982, jusqu'à son propre décès.

## Biographie

### Enfance, éducation et débuts
Jeanne-Irène Biya nait en 1935 et originaire d'Endom, dans le département du Nyong-et-Mfoumou. Elle grandit dans la famille Ava-Ava, éduquée par son oncle Thomas Ava Bitomo, producteur, exportateur de cacao, frère cadet de Jean-Louis Ava-Ava, ancien député pendant des décennies dans le Nyong-et-Mfoumou, président du groupe parlementaire UNC (parti unique) à l'Assemblée nationale.

### Carrière
Elle est sage-femme à l'hôpital central de Yaoundé, après avoir étudié à l'École des sages femmes de Nantes. 

### Première dame du Cameroun
Paul Biya la rencontre et l'épouse à Antony, en France, le 2 septembre 1961. Ils ont deux fils, Franck Biya et Roger Ndoumin. Elle mène alors plusieurs actions humanitaires et de bienfaisance.

## Vie privée
Elle est la sœur aînée de Robert Nkili (ministre du Travail entre 2002 et 2011 et ministre des Transports entre 2011 et 2015) et la tante de Louis-Paul Motaze, ministre de l'Économie, de la Planification et de l'aménagement du territoire, ainsi que la cousine de feu Joseph Emmanuel Ava-Ava, homme d'affaires, député du Nyong-et-Mfoumou (1997-2003).
D'après l'ancien ambassadeur français Francis Huré, elle aurait entretenu une relation avec Ahmadou Ahidjo.

## Décès
Selon les sources officielles, elle meurt le 29 juillet 1992, au palais de l'Unité, à Yaoundé, des suites d'une courte maladie. Elle est inhumée le 1er août 1992 au palais de Mvomeka'a. Le président se remarie en 1994 avec Chantal Vigouroux.